# Euophrys salomonis
Euophrys salomonis är en spindelart som beskrevs av Lodovico di Caporiacco 1935. Euophrys salomonis ingår i släktet Euophrys och familjen hoppspindlar. Inga underarter finns listade i Catalogue of Life.